# COBOL
COBOL (acronimo di Common Business-Oriented Language, lett. "linguaggio comune orientato alle applicazioni commerciali") è un linguaggio di programmazione, fra i primi a essere stato sviluppato e ancora presente in molte applicazioni software commerciali di tipo finanziario.

## Storia
Progettato nel 1959, nasce ufficialmente nel 1961, grazie a un gruppo di lavoro composto da elementi dell'industria statunitense e da alcune agenzie governative degli Stati Uniti con lo scopo di creare un linguaggio di programmazione adatto all'elaborazione di dati commerciali. Grace Murray Hopper ebbe un ruolo primario nello sviluppo e nella progettazione del linguaggio.
Dagli anni sessanta ad oggi, il COBOL ha subito continue evoluzioni: negli anni 1968, 1974 e 1985 l'American National Standards Institute (ANSI) ha definito gli standard Cobol68, Cobol74 e Cobol85, adottati anche dall'Organizzazione internazionale per la normazione (ISO).
Con l'ISO/IEC 1989-2002, iniziato nel 1989 e terminato nel 2002, si è giunti allo standard internazionale definitivo.
Gli applicativi COBOL, noti per la loro stabilità, sono stati, fino al 2013 (e si presume ancora per molti anni a venire), alla base del funzionamento dei Bancomat e dell'operatività di molte banche e assicurazioni. In effetti molto spesso ciò è dovuto anche al fatto che questi applicativi sono stati sviluppati a partire dagli anni sessanta e continuamente aggiornati negli anni settanta e ottanta a seguito della prima diffusa informatizzazione aziendale fino agli ultimi imponenti interventi:
- il 31 dicembre 1998 per gestire il passaggio dalla lira all'euro. Si ricorda infatti che – se pur la moneta è stata utilizzata a partire dal 2002 – le transazioni finanziarie sono state regolate in euro a partire dal 1º gennaio 1999;
- il 31 dicembre 1999 per evitare il pericolo del millennium bug.

Lo standard COBOL 2002 include il supporto alla programmazione orientata agli oggetti e altre caratteristiche tipiche di un linguaggio moderno.
Secondo alcune fonti, il COBOL nel 2013 era ancora utilizzato nel 70% di tutte le transazioni aziendali, e in COBOL sarebbero state scritte l'85% delle applicazioni business nel mondo. Secondo un'indagine Micro Focus le aziende nel 2013 ancora cercavano programmatori COBOL da sostituire agli sviluppatori storici poiché il 75% dei processi di riscrittura in un linguaggio più moderno si sono rivelati fallimentari o il costo di sostituzione è troppo alto da sostenere. 
Tuttavia non mancano esempi di successo nell'adeguamento delle stampe COBOL a sistemi operativi grafici, ricorrendo semplicemente alla loro codifica in formato html (grafico) anziché txt (a caratteri).
Al 2014, l'IBM stimava una popolazione mondiale di circa un milione di programmatori COBOL.

## Organizzazione dei sorgenti
Ogni sorgente scritto correttamente in COBOL contiene 4 divisioni, non obbligatorie, che comprendono:
```
      
  
IDENTIFICATION
 
DIVISION

```

Vengono incluse informazioni generiche come il nome del programma, la data di stesura, il nome del Computer utilizzato e altre informazioni.
```
      
  
ENVIRONMENT
 
DIVISION

```

Indica i file che vengono usati all'interno del sorgente.
```
      
  
DATA
 
DIVISION

```

Contiene la definizione di file, archivi, variabili e costanti.
```
      
  
PROCEDURE
 
DIVISION

```

In questa divisione è definito il procedimento elaborativo da applicare ai dati.

## Principi di programmazione
In generale, le istruzioni del linguaggio COBOL sono da intendere come frasi scritte in inglese, che terminano con un punto fermo. In certe situazioni, si riuniscono più istruzioni in un'unica «frase», che termina con un punto, ma in tal caso spesso si usa la virgola, e il punto e virgola per concludere le istruzioni singole.
Le istruzioni del linguaggio si compongono in linea di massima di parole chiave, costanti letterali e operatori matematici. Le parole chiave sono scritte usando lettere maiuscole (dell'alfabeto inglese) e il trattino normale (-); dal COBOL2 si possono utilizzare indifferentemente le maiuscole e le minuscole. In generale, i simboli che si possono usare nel linguaggio sono abbastanza limitati, con l'eccezione del contenuto delle costanti alfanumeriche letterali, che teoricamente potrebbero contenere qualunque simbolo (escluso quello che si usa come delimitatore) secondo le potenzialità del compilatore particolare.
| Simboli  | Descrizione                            |
| -------- | -------------------------------------- |
| '0'..'9' | cifre numeriche                        |
| 'A'..'Z' | lettere maiuscole dell'alfabeto latino |
| ' '      | spazio                                 |
| '+'      | segno più                              |
| '-'      | segno meno o trattino                  |
| '*'      | asterisco                              |
| '/'      | barra obliqua                          |
| '$'      | dollaro o segno di valuta              |
| ','      | virgola                                |
| ';'      | punto e virgola                        |
| '.'      | punto fermo                            |
| '('      | parentesi aperta                       |
| ')'      | parentesi chiusa                       |
| '<'      | minore                                 |
| '>'      | maggiore                               |
| '<='     | minore o uguale                        |
| '>='     | maggiore o uguale                      |

Le parole chiave più importanti del linguaggio sono i «verbi» imperativi, che descrivono un comando che si vuole sia eseguito. Un gruppo interessante di parole chiave è rappresentato dalle «costanti figurative», che servono a indicare verbalmente delle costanti di uso comune. Per esempio, la parola chiave ZERO rappresenta uno o più zeri, in base al contesto.
Le stringhe sono delimitate da virgolette (apici singoli) e di solito non sono previste forme di protezione per incorporare le virgolette stesse all'interno delle stringhe: per questo si possono suddividere le stringhe, concatenandole con la costante figurativa QUOTE; normalmente, comunque, la ripetizione delle virgolette viene interpretata dal compilatore come virgoletta all'interno della stringa (ad esempio: per scrivere, rispettivamente l'uso, lo uso', si scrive: 'l''uso', 'lo uso''').
La gestione numerica del COBOL è speciale rispetto ai linguaggi di programmazione comuni, perché le variabili vengono dichiarate con la loro dimensione di cifre esatta, stabilendo anche la quantità di decimali e il modo in cui l'informazione deve essere gestita. In pratica, si stabilisce il modo in cui il valore deve essere rappresentato, lasciando al compilatore il compito di eseguire ogni volta tutte le conversioni necessarie. Sotto questo aspetto, un programma COBOL ha una gestione per i valori numerici molto pesante, quindi più lenta rispetto ad altri linguaggi, dove i valori numerici sono gestiti in base alle caratteristiche fisiche della CPU e le conversioni di tipo devono essere dichiarate esplicitamente.
Le variabili usate nel linguaggio sono sempre globali e come tali vanno dichiarate in una posizione apposita. Tali variabili, salvo situazioni eccezionali, fanno sempre parte di un record, inteso come una raccolta di campi di informazioni. Questa gestione particolare costringe a stabilire esattamente le dimensioni che ogni informazione deve avere se registrata nella memoria di massa (dischi, nastri o altro) o se stampata. In un certo senso, questa caratteristica può impedire o rendere difficile l'uso di una forma di codifica dei caratteri che preveda una dimensione variabile degli stessi, considerato che i record possono essere rimappati, trattando anche valori numerici come insiemi di cifre letterali.
Questo particolare, che non è affatto di poco conto, suggerisce di usare il linguaggio per gestire dati rappresentabili con il codice ASCII tradizionale, ovvero con i primi 127 punti di codifica (da U+0000 a U+007F). Naturalmente sono disponibili compilatori che permettono di superare questo problema, ma in tal caso occorre verificare come vengono gestiti effettivamente i dati.
Le istruzioni COBOL vengono scritte sul video nello spazio compreso tra l'ottava e la settantaduesima colonna. Il video è quindi diviso in tre aree, rispettando gli spazi stabiliti negli anni quaranta dove le colonne da uno a sei rappresentano i numeri di riga, mentre la settima colonna accetta caratteri speciali. L'area dopo la settantaduesima colonna è in genere ignorata. Le istruzioni possono essere scritte anche usando più righe, avendo l'accortezza di continuare a partire dall'area «B»; in generale non c'è bisogno di indicare esplicitamente che l'istruzione sta continuando nella riga successiva, perché si usa il punto fermo per riconoscere la loro conclusione. Tuttavia, in situazioni eccezionali, si può spezzare una parola chiave o anche una stringa letterale; in tal caso, nella settima colonna delle riga che continua, va inserito il segno -, inoltre, se si tratta di una stringa, la sua ripresa va iniziata nuovamente con le virgolette. Ad ogni modo, considerato che difficilmente si devono scrivere parole chiave molto lunghe e che le stringhe letterali si possono concatenare, è auspicabile che la continuazione nella riga successiva con l'indicatore nella settima colonna sia evitata del tutto.
I commenti nel sorgente si indicano inserendo un asterisco nella settima colonna; se invece si mette una barra obliqua (/) si vuole richiedere un salto pagina, in fase di stampa, ammesso che il compilatore preveda questo.

## Esempio di codice:Hello, world!
```
000001
 
IDENTIFICATION
 
DIVISION
.

000002
 
PROGRAM-ID
.
     
HELLOWORLD
.

000003
 
ENVIRONMENT
 
DIVISION
.

000004
 
CONFIGURATION
 
SECTION
.

000005
 
DATA
 
DIVISION
.

000006
 
PROCEDURE
 
DIVISION
.

000007

000008
     
DISPLAY 
'HELLO, WORLD.'
.

000009
     
STOP
 
RUN
.

```

## Screen section
La screen section è la parte del linguaggio Cobol dedicata alla gestione delle maschere video. Sebbene non faccia parte dello standard ANSI, è supportata dalla maggioranza dei compilatori del linguaggio Cobol. Essa permette di posizionare sullo schermo videate comprendenti sia dati costanti come titoli e descrizioni, sia dati variabili quali i campi elementari definiti nella Working-Storage Section e i campi dei record definiti nella File Section. In questa sezione si possono assegnare attributi per ciascun elemento visualizzato (i colori, gli effetti lampeggiante, reverse, evidenziato, ecc.) e anche assegnare controlli per i valori accettati: tipo numerico con o senza segno, inoltre stabilire l'allineamento, il formato delle date, ecc. Alla fine dell'input è possibile testare la pressione dei tasti funzione e frecce e in alcune versioni anche la posizione del mouse.

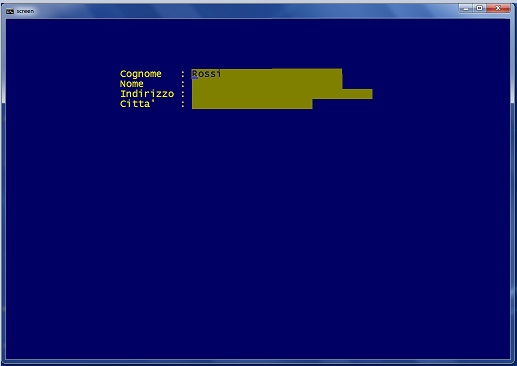
La screen section di COBOL

Esempio:
```
      
  
IDENTIFICATION
 
DIVISION
.

      
  
PROGRAM-ID
.
 
ESEMPIO
.

      
  
AUTHOR
.
 
GIORGIO
 
BRANDOLIN
.

      
  
ENVIRONMENT
 
DIVISION
.

      
  
CONFIGURATION
 
SECTION
.

      
  
SPECIAL-NAMES
.

      
  
INPUT-OUTPUT
 
SECTION
.

      
  
FILE-CONTROL
.

      
  
DATA
 
DIVISION
.

      
  
FILE
 
SECTION
.

      
  
WORKING-STORAGE
 
SECTION
.

      
  
01  
REC-ANAGRAFICO
.

      
      
03 
ANA-COGNOME
   
PIC X(25)
.

      
      
03 
ANA-NOME
      
PIC X(25)
.

      
      
03 
ANA-INDIRIZZO
 
PIC X(30)
.

      
      
03 
ANA-CITTA
     
PIC X(20)
.
	

      
  
SCREEN
 
SECTION
.

      
  
01  
VIDEATA-INIZIALE
.

      
      
03 
BLANK
 
SCREEN
 
BACKGROUND-COLOR
 
1 
FOREGROUND-COLOR
 
6
.

      
  
01  
INPUT-ANAGRAFICA
 
AUTO
.

      
      
03 
LINE
 
6 
COLUMN
 
20 
HIGHLIGHT 
"Cognome   : "
.

      
      
03 
PIC X(25)
 
USING
 
ANA-COGNOME
 
REVERSE-VIDEO
.

      
      
03 
LINE  
 
COLUMN
 
20 
HIGHLIGHT 
"Nome      : "
.

      
      
03 
PIC X(25)
 
USING
 
ANA-NOME
 
REVERSE-VIDEO
.

      
      
03 
LINE  
 
COLUMN
 
20 
HIGHLIGHT 
"Indirizzo : "
 
.

      
      
03 
PIC X(30)
 
USING
 
ANA-INDIRIZZO
 
REVERSE-VIDEO
.

      
      
03 
LINE  
 
COLUMN
 
20 
HIGHLIGHT 
"Città    : "
 
.

      
      
03 
PIC X(20)
 
USING
 
ANA-CITTA
 
REVERSE-VIDEO
.
		

      
  
PROCEDURE
 
DIVISION
.

      
  
PROGRAMMA
 
SECTION
.

      
  
INIZIO
.

      
      
DISPLAY
 
VIDEATA-INIZIALE
.

      
      
DISPLAY
 
INPUT-ANAGRAFICA
.

      
      
ACCEPT
 
INPUT-ANAGRAFICA
.

      
  
FINE
.

      
      
STOP
 
RUN
.

```

## Stampa
Le istruzioni standard ANSI '74 prevedono la stampa di tabulati con moduli di carta continui, utilizzabili con stampanti ad aghi collegate alla porta parallela LPT1. I caratteri possono essere solo di tipo ASCII o EBCDIC, con spaziatura e dimensione fisse. Da tempo, le tecnologie di stampa sono cambiate radicalmente e le stampanti ad aghi sono praticamente scomparse. L'uso del modulo continuo ha senso ormai soltanto se si necessita di più copie, magari per moduli bollati o prestampati in carta chimica. In tutti gli altri casi, una stampante laser risolve perfettamente qualsiasi necessità di stampa. Proprio per questo è nata l'esigenza di un adeguamento software che permetta di utilizzare qualsiasi stampante disponibile e di modificare facilmente i report, consentendo di modificare il meno possibile i sorgenti COBOL.